# Под стук колёс
«Под стук колёс» — советский фильм 1958 года режиссёра Михаила Ершова по рассказам Юрия Нагибина «В школу» и «Любовь».

## Сюжет
Приезжавший в родную деревню студент Егор, сев в поезд на Ленинград вспоминает под стук колёс.
Он с детства дружил с соседской девочкой Настей, ещё школьником пошёл подручным к кузнецу деду Илье, и, мечтая строить корабли, уехал поступать в Ленинградский кораблестроительный институт. Провалил экзамен, однако, не вернулся домой — на Балтийском вокзале помешал ворам украсть чемодан одной пассажирки, за что был ими избит, попал в милицию, но с помощью поверившего парню сержанта милиции поступил на работу на Балтийский завод. Через год таки был принят в институт.
— Здесь весело!

— Да разве это жизнь?

— А по крайности хоть на чужую жизнь погляжу. Ах, Егорка, как живут люди! И во сне не присниться…

— Люди так не живут. Люди живут серьёзно и трудно.
Но за год он, хотя и постоянно писал письма Насте, не получил от неё ни одного ответа. Настя после школы стала работать в местном Доме отдыха, связавшись с колхозным культоргом, а когда тот её бросил — с отдыхающими. Видя, что Настя запуталась в жизни, Егор хочет как в детстве — взять её за руку и отвести от беды, но они ссорятся. В поезде он винит себя — что уехав тогда, бросил Настю, и теперь не нашёл нужных слов.
Чувствуя, что он отвечает за судьбу Насти, Егор выпрыгивает на ходу из вагона и по шпалам возвращается в деревню.

## В ролях
- Ия Арепина — Настя
- Павел Кашлаков — Егор
- Алла Фирсова — Настя в детстве
- Виктор Адеев — Егор в детстве
- Иван Селянин — Степан Редкин, отец Насти
- Герман Хованов — Пётр Поздняков, отец Егора
- Галина Инютина — Позднякова, мать Егора
- Игорь Дмитриев — Василий Ковальский, культработник в доме отдыха
- Аркадий Трусов — дядя Илья, кузнец
- Лилия Гурова — Полина, подруга Насти
- Михаил Дубрава — милиционер
- Алексей Павлов — милиционер

## Съёмки
Дебютный фильм режиссёра Михаила Ершова — его дипломная работа во ВГИКе (мастерская С. И. Юткевича).

Ершов был одним из первых дипломантов, которые защищались полнометражными фильмами, снятыми на больших киностудиях и потом выпускаемыми в прокат. Позже это стало нормой, а в наше время было ещё редкостью во ВГИКе, было ново (раньше курс защищался ещё на бумаге — режиссёрскими проектами своих неснятых фильмов).— А. Н. Медведев
Дебютом в кино стала и роль, причём сразу главная, для актёра Павла Кашлакова — выпускника Театрального училища им. М. С. Щепкина.

## Критика
Критикой дебютная работа режиссёра была воспринята по-разному.
Так, если в одной рецензии было отмечено умение режиссёра и оператора работать с камерой:

В фильме «Под стук колес» нет ни бьющей в глаза красивости, ни растянутости, ни иллюстративности. Способ изображения действительности в первой картине режиссёра М. Ершова свидетельствует о его понимании природы кинематографа. Молодой режиссёр все время ищет возможности изложить содержание сценария языком выразительного кадра. И во многом ему удается это. Сценарист и режиссёр находят решение, при котором все, что они хотят сказать, предстает перед глазами зрителя, пропущенное сквозь раздумья и воспоминания героя. Режиссёр не только знает цену, но и умеет по-настоящему пользоваться динамической камерой, выразительными возможностями ритма, крупных планов, острых необычных ракурсов.— Молодые режиссеры советского кино: сборник статей, 1962 год
То журналом «Искусство кино» авторам было указано на злоупотребление крупными планами:

В фильме «Под стук колес» обилие крупных планов привело к тому, что многие события и обстановка, в которой они происходят, воспринимаются как нечто отвлеченное и нереальное. Поражает совершенно беспринципный подход к использованию крупных планов. Авторы показывают в несколько увеличенном масштабе не только героя и героиню (это ещё как-то можно объяснить), но даже буфетчицу, произносящую одну ничего не значащую фразу, гармониста дома отдыха, подружек Насти, которых мы видим всего лишь один раз на протяжении фильма. Есть сцены, которые почти целиком состоят из портретов — к примеру, эпизод в милиции. Навязчиво повторяющиеся крупные планы создают впечатление мнимой значительности повествования. И сколько бы ни стучали колеса, они не могут ускорить медленный, тягуче однообразный темп фильма.— журнал «Искусство кино», 1959 год
Высокую оценку получила работа композитора и хореографа фильма:

Я помню, мы с Деминым смотрели «Под стук колес» и сошлись на том, что для картины очень многое сделали композитор Олег Каравайчук и балетмейстер, который ставил танцы.— А. Н. Медведев, кинокритик, председатель Госкино РФ, журнал «Искусство кино», 1999 год